# Italofilia

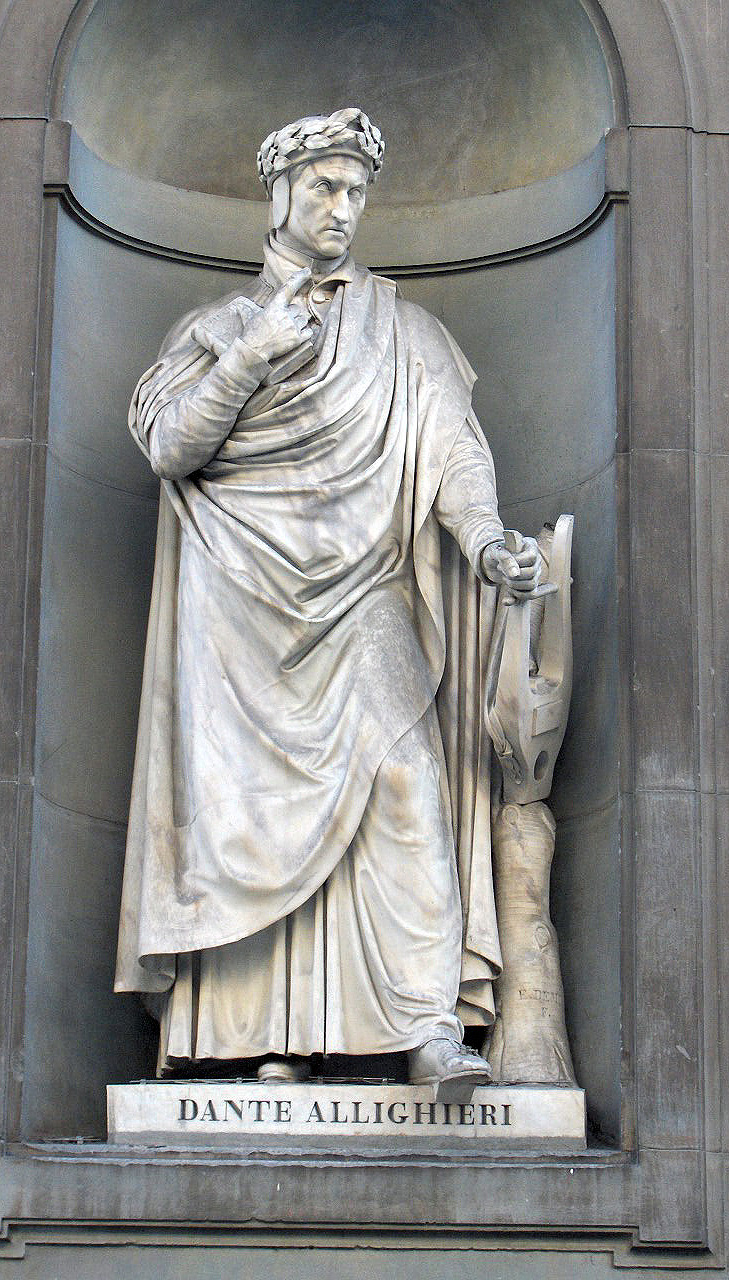
Estátua de Dante Alighieri em Florença.

A Italofilia é a admiração, apreço e amor pela Itália e a sua cultura, sociedade e seu desenvolvimento na civilização ocidental.

## Características
A palavra, historicamente, é usada principalmente em duas áreas: na política internacional e na cultura. Hoje, também é utilizada na área econômica e no estilo de vida.

## Italofilia na História
A Itália na Antiguidade é identificada com o Império Romano, mas a partir da Idade Média foi identificada com a Renascença italiana, criada e desenvolvida na Itália, entre os séculos XIV e XVI.
Na Inglaterra, a dinastia da Casa de Hanôver promoveu as artes e isso atraiu muitos artistas italianos. Como resultado, no século de William Shakespeare, houve uma forma moderada de italofilia. O mesmo Shakespeare foi um entusiasta admirador da Itália renascentista em várias de suas obras, como Romeu e Julieta e O Mercador de Veneza. O acadêmico Lamberto Tassinari declarou que Shakespeare tinha um fascínio pela Itália.
Na França, a italofilia foi comum durante o Renascimento. Francisco I de França admirava a Itália e trouxe muitos italianos, de artistas à juízes, para sua corte. Um destes foi Leonardo da Vinci. O mesmo aconteceu na Espanha e em Portugal. Os reis ibéricos adotaram o estilo de vida italiano: João II de Portugal imitava os príncipes italianos e suas maneiras refinadas.
Mais tarde, no século XVIII, era muito famoso o chamado Grand Tour, em que a Itália era visitada por nobres e burgueses, que muito apreciavam a arquitetura e a música italiana, como Goethe e Mozart).
Praticamente todos os ambientes de culto literário nos Estados Unidos mostraram um apreço pela Itália nos séculos XVIII e XIX. Além disso, o Presidente dos Estados Unidos, Thomas Jefferson, foi um Italófilo franco que promoveu e incentivou a arquitetura palladiana.
Na França de Napoleão Bonaparte, nascido na Córsega e descendente de italianos, houve uma italofilia moderada, principalmente na arquitetura e cultura.
No século XIX, houve muita simpatia para com a Itália e sua unificação política: John Ruskin e a própria rainha Vitória do Reino Unido, que admirava a ópera italiana, foram moderados italófilos admiradores de Giuseppe Garibaldi.
Durante o fascismo, vários líderes políticos foram influenciados pelo regime de Benito Mussolini. Adolf Hitler, na Alemanha, Francisco Franco, na Espanha e António de Oliveira Salazar, em Portugal, eram admiradores da Itália. Juan Domingo Perón foi o mais famoso desses seguidores na América Latina: o crítico Carlos Fayt disse que o Peronismo foi uma "implantação argentina do fascismo italiano".

## Italofilia contemporânea

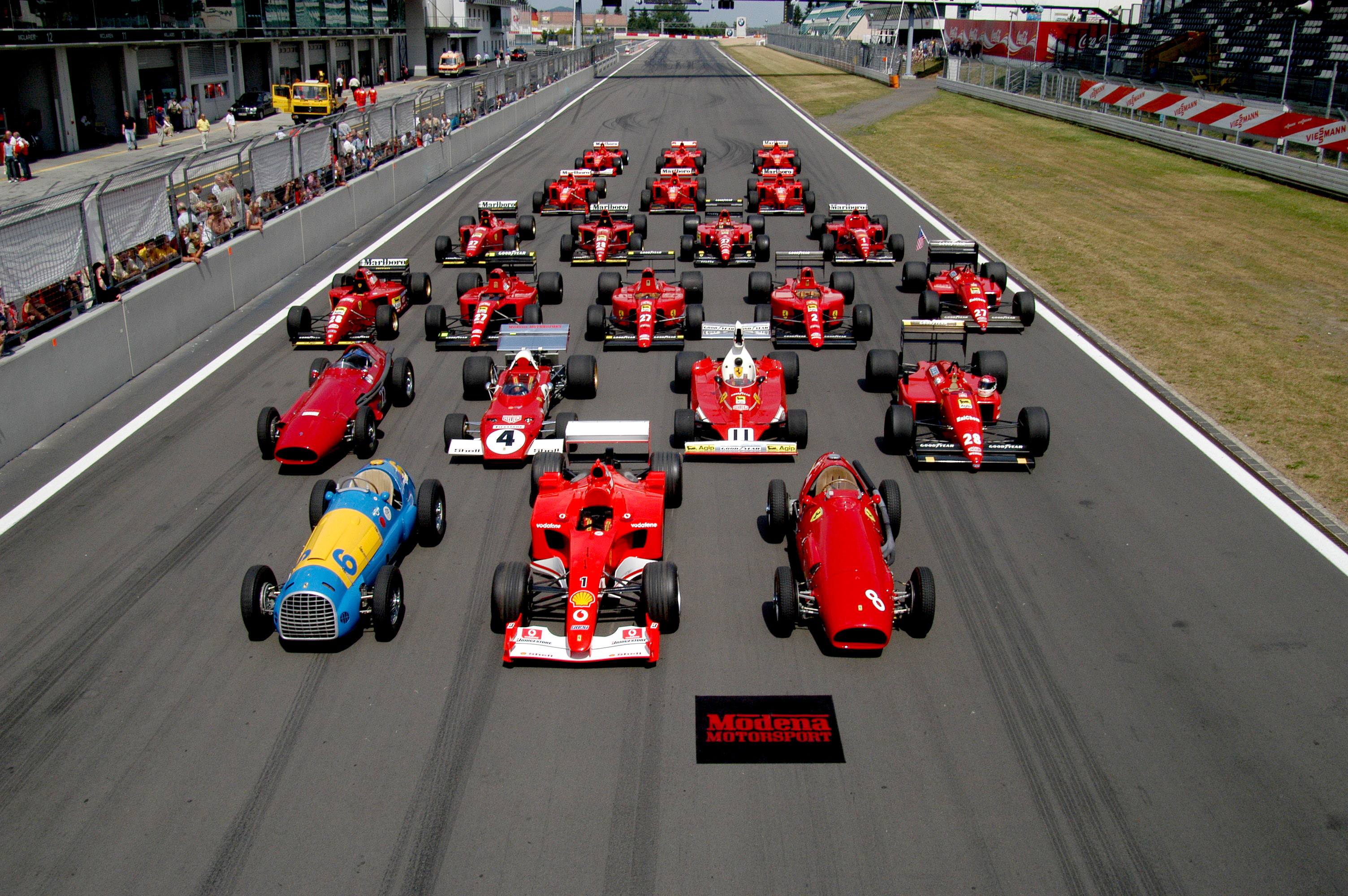
22 carros de Fórmula 1 usados pela Ferrari ao longo de sua história. A Ferrari é uma das razões para o grande desenvolvimento da italofilia no mundo.

Após a Segunda Guerra Mundial, a Itália teve um enorme desenvolvimento econômico e é admirada pelo design, moda, automóveis e culinária.
A moda Italiana é admirada em todo o mundo: marcas como Gucci e Benetton são imitadas por muitos designers da China para a América Latina. De fato, muitos italófilos no mundo compram grandes marcas de moda italianas como Armani, Valentino, Prada, Dolce & Gabbana, Versace e Fendi.
Entre as marcas de automóveis estão Ferrari, Maserati e FIAT.
Um símbolo importante da Itália no mundo é sua culinária. Por exemplo, a pizza napolitana é considerada o mais universal alimento na sociedade ocidental contemporânea: em Nova Iorque e em São Paulo, milhões de pizzas são consumidos todos os dias.
A Itália é o 5º país mais visitado do mundo. Cerca de 46 milhões de turistas visitam o país a cada ano. A Itália tem 47 patrimônios mundiais da UNESCO, mais do que qualquer outro país no mundo.
Em países da América, que viu uma grande emigração italiana nos séculos passados, houve uma ampla italofilia: Argentina, Brasil, Uruguai, Canadá e EUA tem dezenas de milhões de descendentes de italianos em suas sociedades.

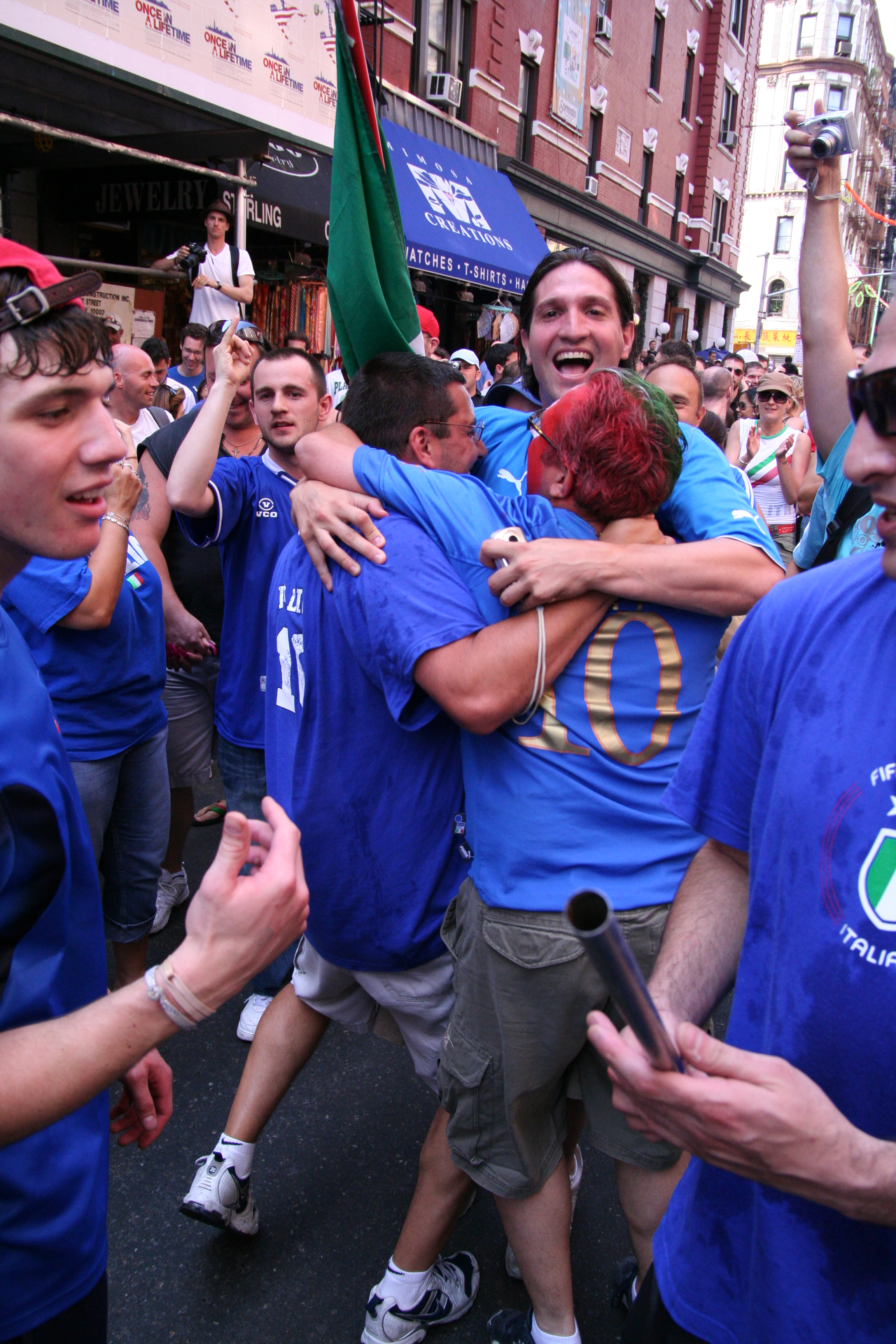
Italofilia em Nova Iorque: Ítalo-americanos comemoran título da Copa do Mundo 2006

A Seleção Italiana de Futebol é admirada em todo o mundo por milhões de italófilos: é a segunda mais bem sucedida seleção de futebol em Copas do Mundo, tendo saído vitoriosa em quatro. Venceu também uma Eurocopa e ganhou uma medalha olímpica de ouro.
Giorgio Silvestri, diretor da Assembleia Legislativa dea Liguria, estima que existam cerca de 250 milhões de italófilos no mundo.